# 塞尔卡斯泰
塞尔卡斯泰（法語：Serres-Castet，法語發音：[sɛʁ kastɛ]）是法国大西洋比利牛斯省的一个市镇，属于波城区。

## 地理
塞尔卡斯泰（43°23'11"N, 0°21'17"W）面积13.71 平方千米，位于法国新阿基坦大区大西洋比利牛斯省，该省份为法国东南部省份，涵盖了贝阿恩与北巴斯克，西临大西洋比斯開灣，北至朗德省，东北接热尔省，东临上比利牛斯省，南与西班牙接壤。
与塞尔卡斯泰接壤的市镇（或旧市镇、城区）包括：莱斯卡尔、隆斯、蒙塔尔东、纳瓦耶-昂戈斯、索瓦尼翁。

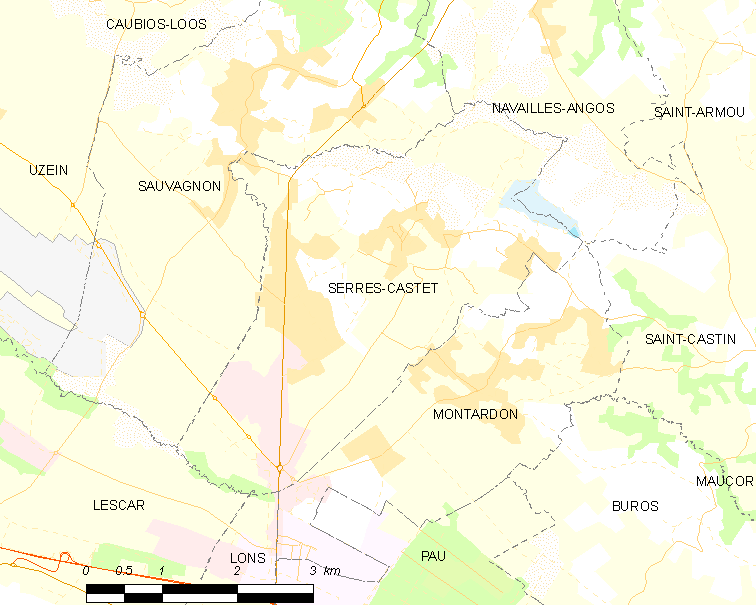
塞尔卡斯泰的OSM定位图

塞尔卡斯泰的时区为UTC+01:00、UTC+02:00（夏令时）。

## 行政
塞尔卡斯泰的邮政编码为64121，INSEE市镇编码为64519。

## 政治
塞尔卡斯泰所属的省级选区为吕伊河土地和维克比伊山坡县。

## 人口

1962-2008年间塞尔卡斯泰人口变化图示

塞尔卡斯泰于2022年1月1日时的人口数量为4411人。